# Tuffi ai XVII Giochi panamericani - Piattaforma 10 metri sincro femminile
Il concorso dei tuffi dalla piattaforma 10 metri sincro femminile dei XVII Giochi panamericani si è svolto il 13 luglio 2015 presso il CIBC Pan Am/Parapan Am Aquatics Centre and Field House di Toronto in Canada.

## Programma
| Data           | Ora   | Evento |
| -------------- | ----- | ------ |
| 13 luglio 2015 | 13:00 | Finale |

## Risultati
| Class   | Atleti                              | Nazione     | Punti  |
| ------- | ----------------------------------- | ----------- | ------ |
| Oro     | Meaghan Benfeito Roseline Filion    | Canada      | 316.89 |
| Argento | Ingrid De Oliveira Giovanna Pedroso | Brasile     | 291.36 |
| Bronzo  | Paola Espinosa Alejandra Orozco     | Messico     | 287.91 |
| 4       | Samantha Bromberg Delaney Schnell   | Stati Uniti | 287.82 |
| 5       | Yaima Mena Annia Rivera             | Cuba        | 229.56 |

### Risultati dettegliati
| Class   | Atlete                              | Natione     | Tuffo 1 | Class | Tuffo 2        | Class | Tuffo 3        | Class | Tuffo 4        | Class | Tuffo 5 | Totale |
| ------- | ----------------------------------- | ----------- | ------- | ----- | -------------- | ----- | -------------- | ----- | -------------- | ----- | ------- | ------ |
| Oro     | Meaghan Benfeito Roseline Filion    | Canada      | 53.40   | 1     | 106.80 (53.40) | 1     | 168.90 (62.10) | 2     | 237.21 (68.31) | 2     | 79.68   | 316.89 |
| Argento | Ingrid De Oliveira Giovanna Pedroso | Brasile     | 49.80   | 3     | 94.20 (44.40)  | 3     | 168.12 (73.92) | 3     | 239.16 (71.04) | 1     | 52.20   | 291.36 |
| Bronzo  | Paola Espinosa Alejandra Orozco     | Messico     | 50.40   | 2     | 100.80 (50.40) | 2     | 171.84 (71.04) | 1     | 232.23 (60.39) | 3     | 55.68   | 287.91 |
| 4       | Samantha Bromberg Delaney Schnell   | Stati Uniti | 48.60   | 4     | 92.40 (43.80)  | 4     | 156.30 (63.90) | 4     | 221.58 (65.28) | 4     | 66.24   | 287.82 |
| 5       | Yaima Mena Annia Rivera             | Cuba        | 32.40   | 5     | 72.00 (39.60)  | 5     | 126.60 (54.60) | 5     | 180.60 (54.00) | 5     | 48.96   | 229.56 |